# Кальсаділья-де-Тера
Кальсаділья-де-Тера (ісп. Calzadilla de Tera) — муніципалітет в Іспанії, у складі автономної спільноти Кастилія-і-Леон, у провінції Самора. Населення — 410 осіб (2010).
Муніципалітет розташований на відстані близько 260 км на північний захід від Мадрида, 60 км на північний захід від Самори.
На території муніципалітету розташовані такі населені пункти: (дані про населення за 2010 рік)
- Кальсаділья-де-Тера: 221 особа
- Ольєрос-де-Тера: 189 осіб

## Демографія
Динаміка населення (INE ):

## Галерея зображень

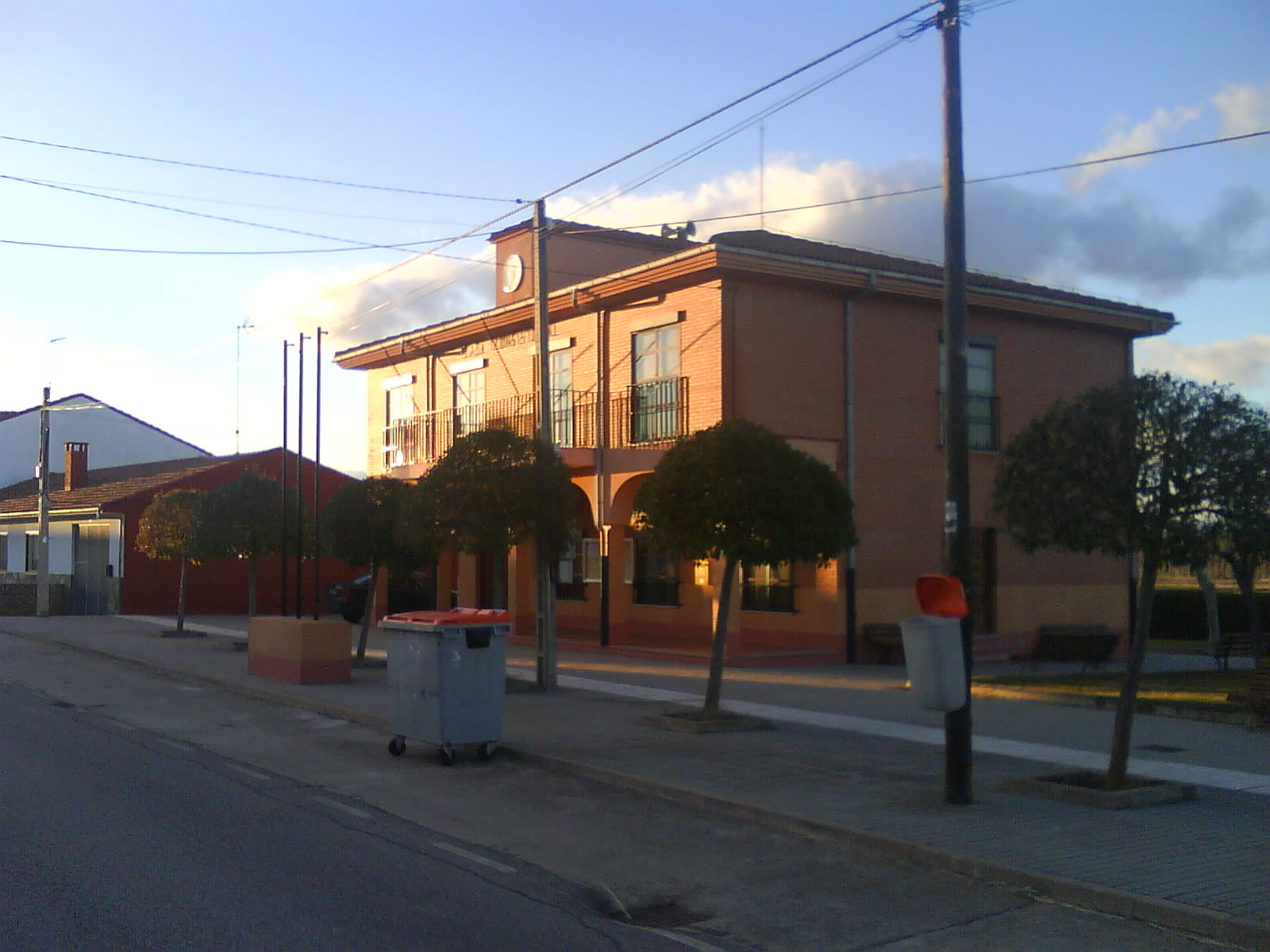
Муніципальна рада Кальсадільї
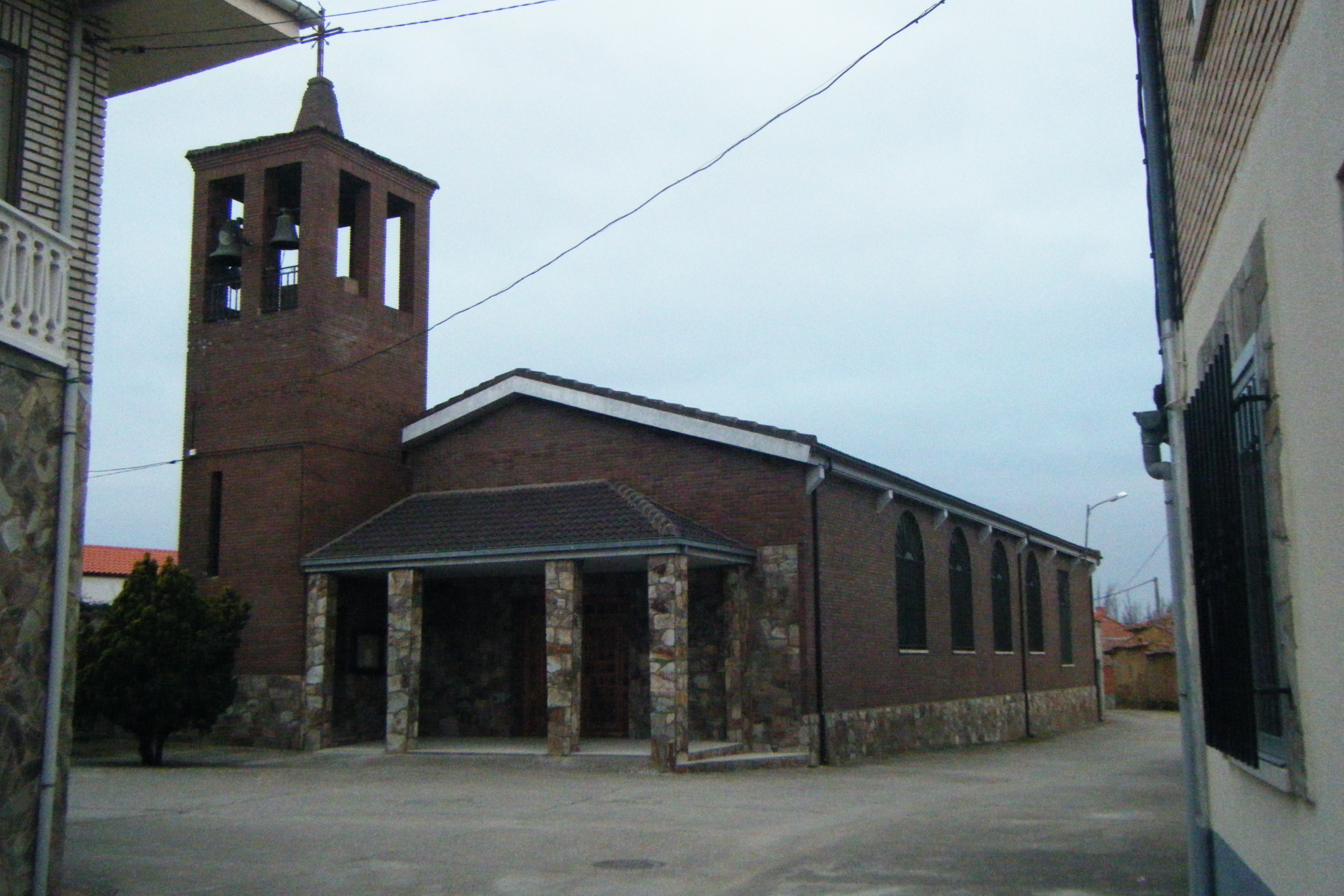
Церква у Кальсадільї-де-Тера